# Серра-Педаче
Серра-Педаче (итал. Serra Pedace) — коммуна в Италии, располагается в регионе Калабрия, подчиняется административному центру Козенца.
Население составляет 1045 человек, плотность населения составляет 18 чел./км². Занимает площадь 59 км². Почтовый индекс — 87050. Телефонный код — 0984.
Покровителем коммуны почитается святой Донат из Ареццо, празднование 7 августа.